# Brebotte
Brebotte est une commune française située dans le département du Territoire de Belfort, la région culturelle et historique de Franche-Comté et la région administrative Bourgogne-Franche-Comté.
Ses habitants sont appelés les Brebottais.

## Géographie
Le village, qui regroupait 324 habitants en 2007, est situé à proximité du canal du Rhône au Rhin et est bordé par la Bourbeuse.
Brebotte est située à 6 km de Grandvillars, à 10 km de Fontaine et à 13 km de Belfort et d'Étupes.
La gare de Petit-Croix, située à 5 km, est la plus proche du village mais la gare de Belfort, située à 13 km, est bien mieux desservie.
Brebotte est à 12 km de l'échangeur no 11 (échangeur de Sevenans) de l'A36 (en direction de Besançon) et à 14 km de l'échangeur no 14.1 de l'A36 (en direction de Mulhouse). Brebotte est actuellement aux confins ouest du Sundgau dont les limites historiques, culturelles et linguistiques ont fluctué au cours des temps. Ainsi, Brebotte était dans le Sundgau jusqu'en 1871.

### Climat
Pour des articles plus généraux, voir Climat de la Bourgogne-Franche-Comté et Climat du Territoire de Belfort.
En 2010, le climat de la commune est de type climat de montagne, selon une étude du Centre national de la recherche scientifique s'appuyant sur une série de données couvrant la période 1971-2000. En 2020, Météo-France publie une typologie des climats de la France métropolitaine dans laquelle la commune est exposée à un climat semi-continental et est dans la région climatique  Vosges, caractérisée par une pluviométrie très élevée (1 500 à 2 000 mm/an) en toutes saisons et un hiver rude (moins de 1 °C). 
Pour la période 1971-2000, la température annuelle moyenne est de 9,7 °C, avec une amplitude thermique annuelle de 17,5 °C. Le cumul annuel moyen de précipitations est de 1 077 mm, avec 11,6 jours de précipitations en janvier et 10,4 jours en juillet. Pour la période 1991-2020, la température moyenne annuelle observée sur la station météorologique de Météo-France la plus proche, « Novillard_sapc », sur la commune de Novillard à 3 km à vol d'oiseau, est de 10,7 °C et le cumul annuel moyen de précipitations est de 909,2 mm. 
La température maximale relevée sur cette station est de 38 °C, atteinte le 4 août 2022 ; la température minimale est de −18,1 °C, atteinte le 20 décembre 2009,,. 
Les paramètres climatiques de la commune ont été estimés pour le milieu du siècle (2041-2070) selon différents scénarios d'émission de gaz à effet de serre à partir des nouvelles projections climatiques de référence DRIAS-2020. Ils sont consultables sur un site dédié publié par Météo-France en novembre 2022.

## Urbanisme

### Typologie
Au 1er janvier 2024, Brebotte est catégorisée commune rurale à habitat dispersé, selon la nouvelle grille communale de densité à sept niveaux définie par l'Insee en 2022.
Elle est située hors unité urbaine. Par ailleurs la commune fait partie de l'aire d'attraction de Belfort, dont elle est une commune de la couronne,. Cette aire, qui regroupe 91 communes, est catégorisée dans les aires de 50 000 à moins de 200 000 habitants,.

### Occupation des sols
L'occupation des sols de la commune, telle qu'elle ressort de la base de données européenne d’occupation biophysique des sols Corine Land Cover (CLC), est marquée par l'importance des territoires agricoles (79,7 % en 2018), en diminution par rapport à 1990 (81,3 %). La répartition détaillée en 2018 est la suivante : terres arables (48,4 %), prairies (22,4 %), forêts (12,1 %), zones agricoles hétérogènes (8,8 %), zones urbanisées (8,2 %). L'évolution de l'occupation des sols de la commune et de ses infrastructures peut être observée sur les différentes représentations cartographiques du territoire : la carte de Cassini (XVIIIe siècle), la carte d'état-major (1820-1866) et les cartes ou photos aériennes de l'IGN pour la période actuelle (1950 à aujourd'hui).

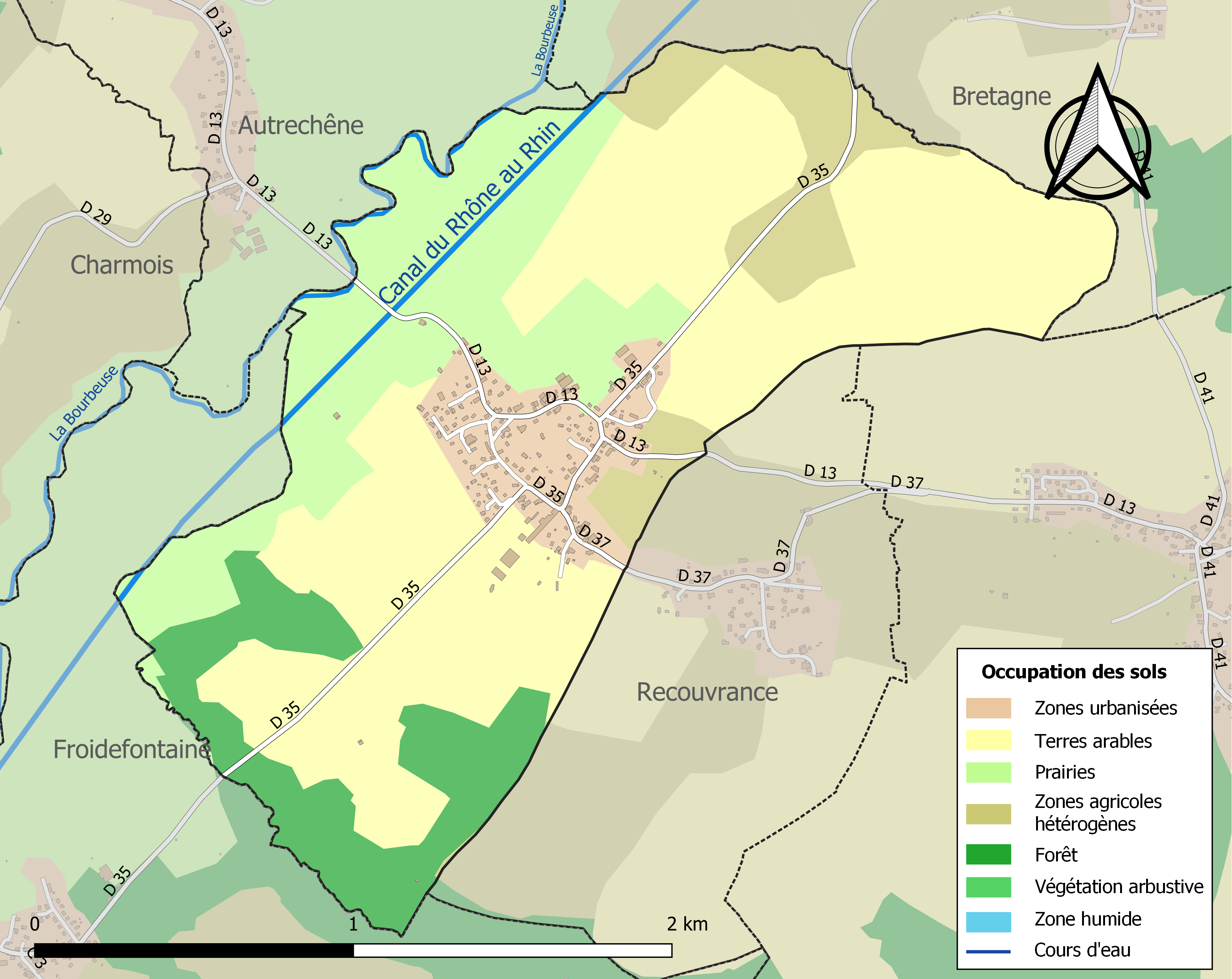
Carte des infrastructures et de l'occupation des sols de la commune en 2018 (CLC).

## Toponymie
- Bourbot (1105), Bourbete (XIIIe siècle), Bombotes (1361), Fórbot & Vorbott (1361), Bourbotes (1418), Wirbot (1576), Berbotte (1693), Fürbott (1780), Brebotte (1793).
- S elon Marc Muller (1976), le nom viendrait de « bombe, bombet » qui signifie un endroit de boue en patois, les terrains du lieu étant souvent détrempés (à rapprocher du nom de la rivière qui longe Brebotte, la Bourbeuse)[1].
- En allemand : Bruderbach[14].

## Histoire
Le nom du village apparaît pour la première fois en 1105 dans la charte de fondation du prieuré de Froidefontaine par Ermentrude, veuve de Thierry Ier, comte de Montbéliard. Vers 1441, Brebotte (en allemand Bruderbach ou Bruderbuch), qui possédait déjà une chapelle filiale de Montreux-Jeune, forma avec Bretagne une paroisse autonome. Après la guerre de Trente Ans (1618-1648), en 1650, la nef de l'église Saint-Étienne est détruite, seul le chœur subsiste et les deux cloches ont disparu. L'église est restaurée en 1660. Finalement, une nouvelle église est construite et achevée en 1772. La guerre de Trente Ans avait décimé la population passant de 160 habitants en 1633 à 30 en 1650. Le repeuplement s'effectue grâce à une forte immigration suisse, comme ailleurs en Alsace et Lorraine, notamment de familles anabaptistes (qui deviendront les amish, mennonites) fuyant les persécutions en Suisse. En 1704, il y a 400 communiants. Bretagne et Brebotte sont rattachées au Territoire de Belfort à la suite du traité de Francfort en 1871,.

## Politique et administration

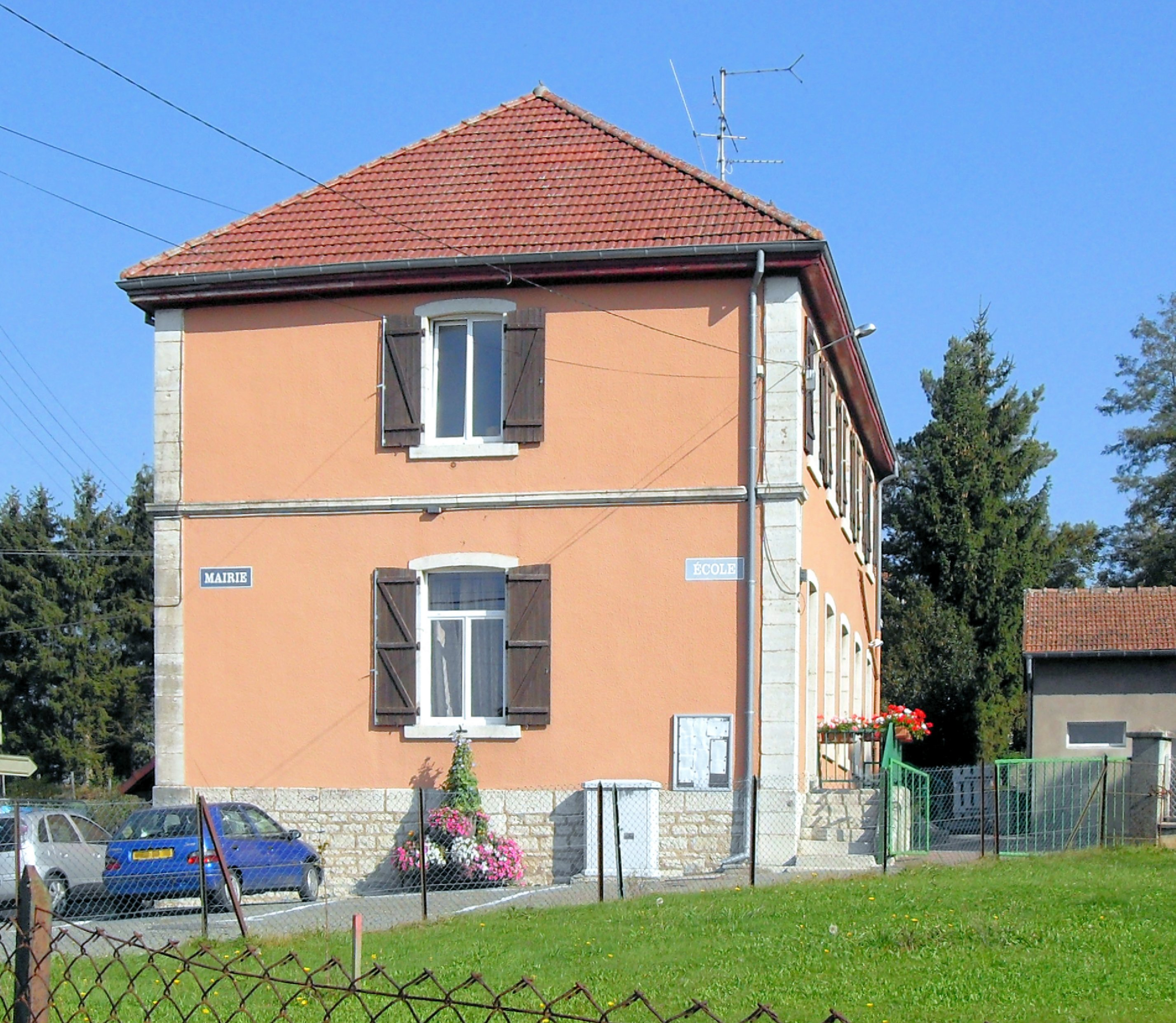
La mairie-école.

| Période                                  | Période   | Identité      | Étiquette | Qualité |
| ---------------------------------------- | --------- | ------------- | --------- | ------- |
| Les données manquantes sont à compléter. |           |               |           |         |
| avant 1981                               | ?         | René Stehlin  |           |         |
| mars 2001                                | mars 2008 | Robert Fleury |           |         |
| mars 2008                                | mars 2014 | Alain Berger  |           |         |
| mars 2014                                | En cours  | Pierre Vallat |           |         |

## Population et société

### Démographie
L'évolution du nombre d'habitants est connue à travers les recensements de la population effectués dans la commune depuis 1793. Pour les communes de moins de 10 000 habitants, une enquête de recensement portant sur toute la population est réalisée tous les cinq ans, les populations de référence des années intermédiaires étant quant à elles estimées par interpolation ou extrapolation. Pour la commune, le premier recensement exhaustif entrant dans le cadre du nouveau dispositif a été réalisé en 2007.

En 2022, la commune comptait 369 habitants, en évolution de −1,6 % par rapport à 2016 (Territoire de Belfort : −2,78 %, France hors Mayotte : +2,11 %).
| 1793 | 1800 | 1806 | 1821 | 1831 | 1836 | 1841 | 1846 | 1851 |
| ---- | ---- | ---- | ---- | ---- | ---- | ---- | ---- | ---- |
| 256  | 255  | 327  | 253  | 322  | 308  | 322  | 308  | 333  |

| 1856 | 1861 | 1866 | 1872 | 1876 | 1881 | 1886 | 1891 | 1896 |
| ---- | ---- | ---- | ---- | ---- | ---- | ---- | ---- | ---- |
| 286  | 289  | 271  | 263  | 270  | 269  | 275  | 260  | 244  |

| 1901 | 1906 | 1911 | 1921 | 1926 | 1931 | 1936 | 1946 | 1954 |
| ---- | ---- | ---- | ---- | ---- | ---- | ---- | ---- | ---- |
| 216  | 205  | 205  | 190  | 185  | 174  | 175  | 187  | 175  |

| 1962 | 1968 | 1975 | 1982 | 1990 | 1999 | 2006 | 2007 | 2012 |
| ---- | ---- | ---- | ---- | ---- | ---- | ---- | ---- | ---- |
| 204  | 218  | 226  | 215  | 220  | 260  | 316  | 324  | 349  |

| 2017 | 2022 | - | - | - | - | - | - | - |
| ---- | ---- | - | - | - | - | - | - | - |
| 385  | 369  | - | - | - | - | - | - | - |

### Enseignement
La ville de Brebotte possède une école primaire, une école maternelle, ainsi qu'une bibliothèque/médiathèque.

## Économie
- Une distillerie (bouilleurs de cru bénéficiant du privilège).

## Culture locale et patrimoine

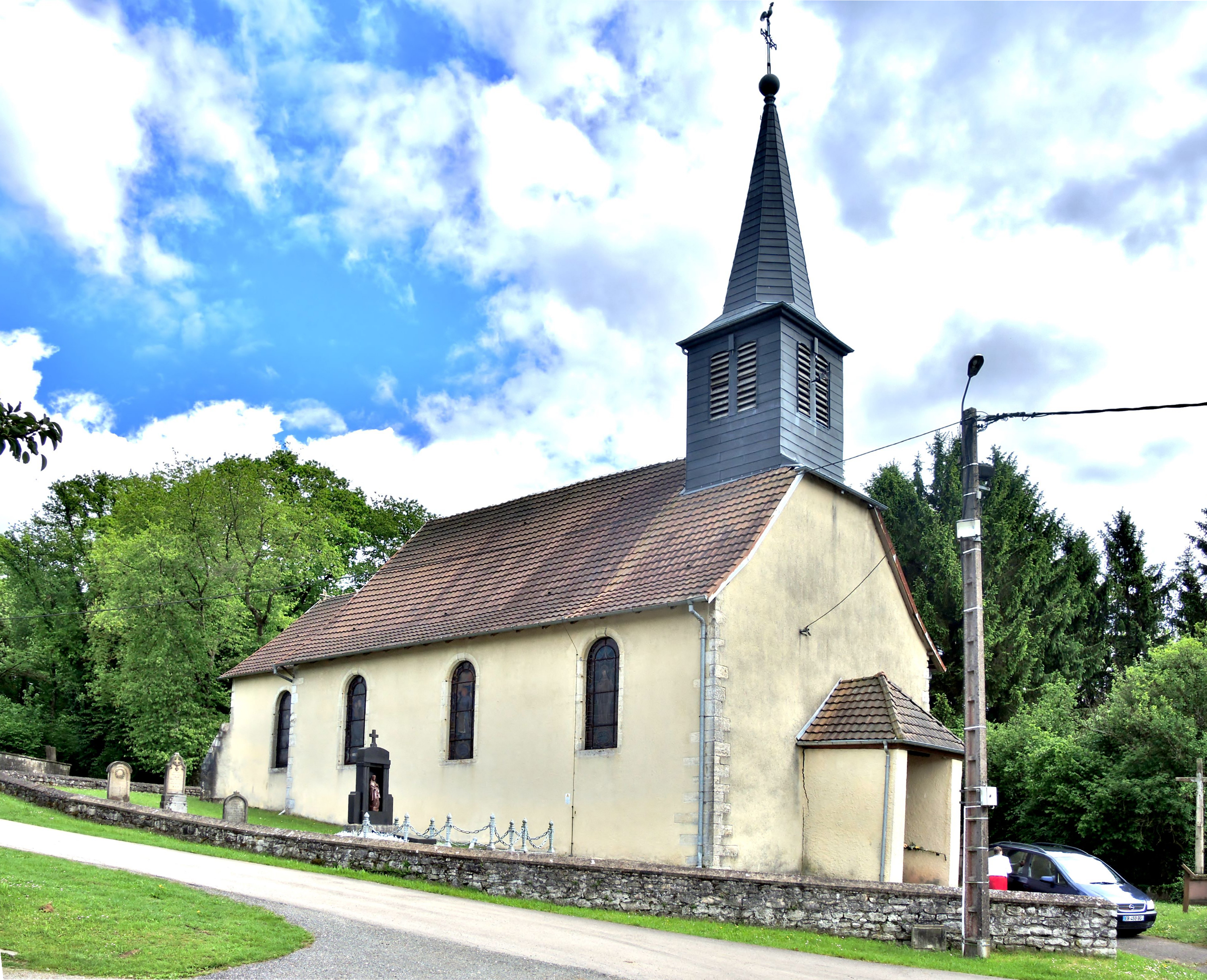
Église Saint-Étienne.

### Lieux et monuments
- Le Musée de l'Artisanat et des Traditions Populaires de Brebotte[22], installé dans une ferme ancienne, regroupe des objets utilisés autrefois dans la région.
- Église Saint-Étienne du XVIIIe siècle.
- Moulin datant du XVIIe siècle.
- Un tourne bateau sur le canal du Rhône au Rhin.
- Une Eurovéloroute.
- Un monument aux morts pacifiste érigé en 1923, porte l'inscription Plus de guerre ![23],[24].

### Personnalités liées à la commune
- Jean-Marie Grévillot, prêtre, professeur d'histoire, de géographie et de philosophie, philosophe, essayiste, né à Brebotte le 29 janvier 1909[25] et décédé à Lagny-sur-Marne (Seine-et-Marne) le 15 février 1977[26].
- André Parant (1897-1941), résistant français, Compagnon de la Libération, a vécu à Brebotte. Son nom est inscrit sur le monument aux morts de la commune.

### Héraldique
| Armes de Brebotte | Les armes peuvent se blasonner ainsi : d'argent au pal d'azur chargé de trois cailloux d'or. |

## Pour approfondir